# E33
La ruta europea E33 és una carretera que forma part de la Xarxa de carreteres europees. Comença a Parma (Itàlia) i finalitza a La Spezia (Itàlia). Té una longitud de 124 km. Té una orientació de nord a sud.